# Ulrich I. von Ortenburg

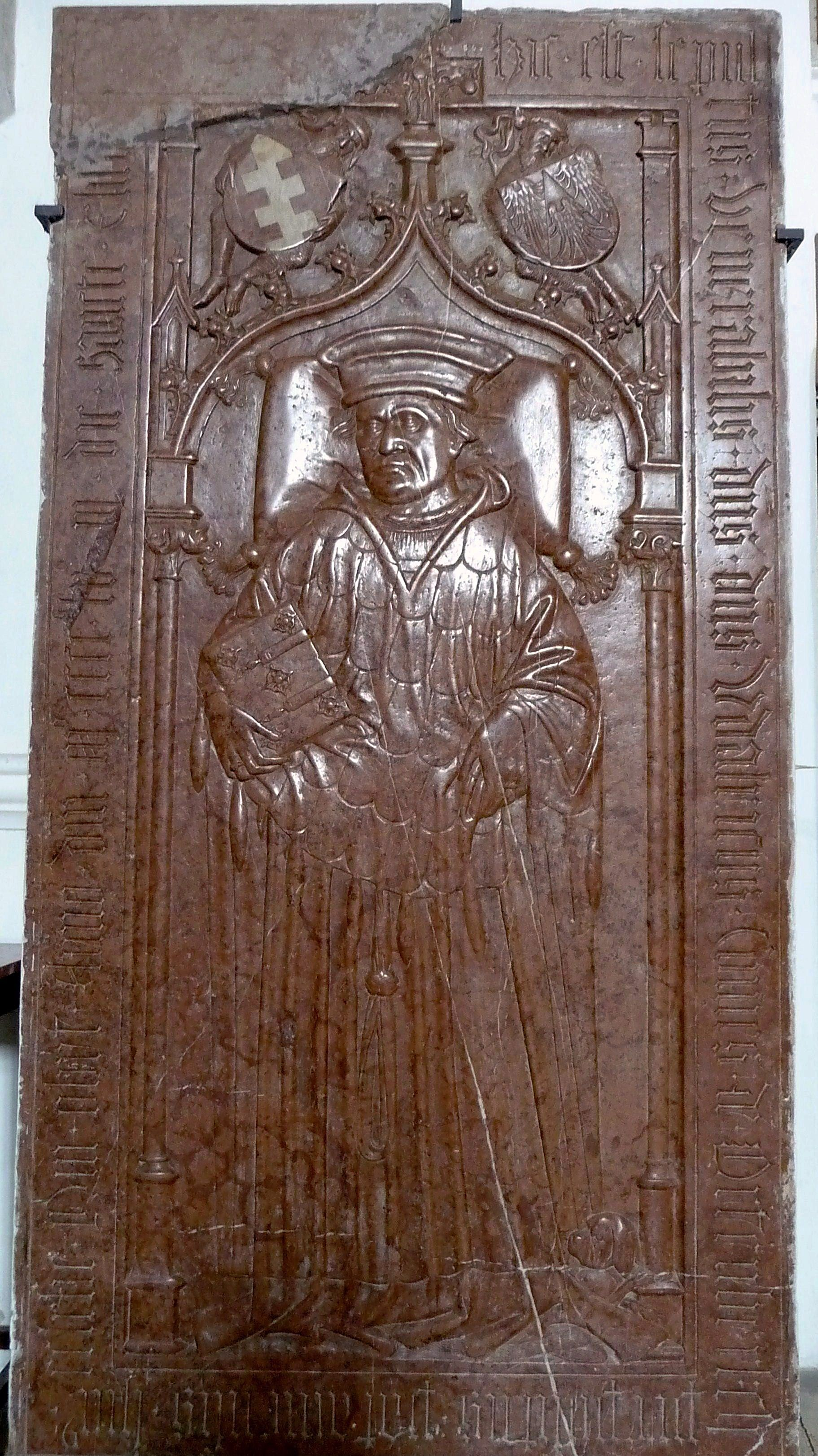
Epitaph Ulrichs I. in der Ortenburgkapelle im ehemaligen Domkreuzgang zu Passau

Ulrich I. von Ortenburg († 19. November 1455) war der älteste Sohn des Grafen Alram I. von Ortenburg und Barbara von Rottau. Er stammt aus dem niederbayerischen, reichsgräflichen Haus der Ortenburger. Ulrich I. war katholischer Geistlicher und unter anderem Domherr zu Passau und Regensburg, Dompropst von Passau und Archidiakon von Mattsee.

## Leben und Wirken
Am 1. November 1414 wird Ulrich I. als Domherr zu Passau mit dem Weihegrad Subdiakon erstmals urkundlich erwähnt. Ein Jahr später, am 2. September 1415, wird er als Domherr zu Regensburg und Pfarrherr zu St. Florian-Schärding genannt. Schließlich ist er am 16. Dezember 1417 Pfarrherr in Linz. Am 12. Juli 1421 erscheint Ulrich I. als Archidiakon von Mattsee. In den Jahren 1423 und 1424 war Ulrich in den Passauer Bistumsstreit verwickelt. Nach dem Tode Bischof Georgs von Hohenlohe am 8. August 1423 kam es am 10. September zu einer umstrittenen Doppelwahl für das Amt des Passauer Bischofs. Dabei wurden Leonhard von Laiming und Ulrich I. zum Passauer Bischof bestimmt. Ulrich wurde unter anderem von Herzog Albrecht III. von Bayern-München und seinem Onkel Graf Etzel von Ortenburg als Viztum des Herzogtums Bayern-Straubing unterstützt. Der Streit wurde erst am 10. Januar 1424 durch Eingriff von Papst Martin V. beigelegt, der Leonhard von Laiming als Bischof bestätigte. Am 15. November 1427 erhielt Ulrich I. die Pfründen als Domscholaster von Olmütz.
Ende April 1440 wurde Ulrich I. Dompropst zu Passau. Dieses Amt bekleidete Ulrich bis zu seinem Tode. Vom 30. Januar 1445 bis 12. August 1450 ist er auch als Inhaber des Passauer Domkapitelschen Almosenamtes Wendling nachweisbar. Eine „ewige Historie“ und 25 Seelenmessen stiftete Ulrich I. am 30. Juni 1447, welche auf 25 Altären des Passauer Domes, des Kreuzganges und den angeschlossenen Kapellen zu lesen waren. Am 21. Februar 1454 gab er die Pfründe des Pfarrherren zu Raab bei Schärding ab, wann er diese erhielt, ist unbekannt.
Ulrich I. verstarb am 19. November 1455 und wurde in der Sixtuskapelle in Passau beigesetzt.